# Ocean Monarch (schip, 1951)
De Ocean Monarch of Varna (1967) of Venus of SS Riviera (1978-1981) of Reina del Mar (1981) was een passagiersschip dat zonk na een brand.
Het schip brandde uit tijdens verbouwingswerken op 28 mei 1981 door een brand in de machinekamer. Voor de veiligheid werd het schip weggesleept naar een plaats naast de Rasa Sayang, een ander uitgebrand wrak. De Reina del Mar kapseisde en zonk op 31 mei in de werf van Perama.

## Diensten[2]
- als Ocean Monarch voor Furness Withy op de lijn New York - Bermuda van 1951 tot 1967
- als Varna voor Navigation Maritime Bulgare op cruisetochtjes vanaf Montreal van 1967 tot 1973
- als Venus voor Sovereign Cruises van 1973 tot 1978
- als Rivera voor Shipping SA van 1978 tot 1981
- als SS Reina del Mar voor Shipping SA in 1981